# Пукінін
Пукінін (пол. Pukinin) — село в Польщі, у гміні Рава-Мазовецька Равського повіту Лодзинського воєводства.
Населення — 526 осіб (2011).
У 1975-1998 роках село належало до Скерневицького воєводства.

## Демографія
Демографічна структура станом на 31 березня 2011 року:
|          | Загалом | Допрацездатний вік | Працездатний вік | Постпрацездатний вік |
| -------- | ------- | ------------------ | ---------------- | -------------------- |
| Чоловіки | 261     | 57                 | 182              | 22                   |
| Жінки    | 265     | 62                 | 155              | 48                   |
| Разом    | 526     | 119                | 337              | 70                   |